# Repêchage de la Ligue majeure de baseball 2021
2020 2022
Le repêchage de la Ligue majeure de baseball 2021 a eu lieu du 11 au 13 juillet 2021. Conjointement avec le match des étoiles de la Ligue majeure de baseball 2021, le repêchage a eu lieu à Denver. Le repêchage a assigné des joueurs de baseball amateurs aux équipes de la MLB. L'ordre du repêchage a été établi sur la base de l'ordre inverse du classement de la saison 2020. De plus, des choix de compensation ont été donnés pour les joueurs qui n'ont pas pu signé lors du repêchage 2020 et pour les équipes qui ont perdu des agents libres. Le 26 mars 2020, la MLB et la MLBPA ont conclu un accord qui comprenait l'option de réduire de moitié le repêchage soit à 20 tours en raison de la pandémie de COVID-19. La MLB a finalement choisi d'utiliser cette option. Au total, 612 joueurs de l'université et de l'école secondaire ont été choisis.
Les Pirates de Pittsburgh, qui avaient le pire bilan de la saison 2020, ont sélectionné Henry Davis en premier choix. En guise de sanction pour leur rôle dans le scandale du vol de signaux, les Astros de Houston ont perdu leurs sélections du premier et du deuxième tour dans le repêchage.
Le 2 avril 2021, la MLB a annoncé que le match des étoiles 2021, ainsi que le repêchage, ne se dérouleraient finalement pas à Atlanta pour protester contre l'adoption par l'État de Géorgie de la controversée loi sur l'intégrité électorale de 2021 ; trois jours plus tard, Denver était annoncée comme la nouvelle ville hôte,.

## Sélections du repêchage
La date limite pour que les équipes signent des joueurs repêchés était le 1er août 2021.
| * | Le joueur n'a pas signé |

### Premier tour
| Rang | Joueur            | Équipe                    | Position    | Provenance                         |
| ---- | ----------------- | ------------------------- | ----------- | ---------------------------------- |
| 1    | Henry Davis       | Pirates de Pittsburgh     | Receveur    | Louisville                         |
| 2    | Jack Leiter       | Rangers du Texas          | Lanceur     | Vanderbilt                         |
| 3    | Jackson Jobe      | Tigers de Détroit         | Lanceur     | Heritage Hall School (OK)          |
| 4    | Marcelo Mayer     | Red Sox de Boston         | Arrêt-court | Eastlake High School (CA)          |
| 5    | Colton Cowser     | Orioles de Baltimore      | Voltigeur   | Sam Houston State                  |
| 6    | Jordan Lawlar     | Diamondbacks de l'Arizona | Arrêt-court | Jesuit Dallas (TX)                 |
| 7    | Frank Mozzicato   | Royals de Kansas City     | Lanceur     | East Catholic High School (CT)     |
| 8    | Benny Montgomery  | Rockies du Colorado       | Voltigeur   | Red Land High School (PA)          |
| 9    | Sam Bachman       | Angels de Los Angeles     | Lanceur     | Miami (OH)                         |
| 10   | Kumar Rocker*     | Mets de New York          | Lanceur     | Vanderbilt                         |
| 11   | Brady House       | Nationals de Washington   | Arrêt-court | Winder-Barrow High School (GA)     |
| 12   | Harry Ford        | Mariners de Seattle       | Receveur    | North Cobb High School (GA)        |
| 13   | Andrew Painter    | Phillies de Philadelphie  | Lanceur     | Calvary Christian Academy (FL)     |
| 14   | Will Bednar       | Giants de San Francisco   | Lanceur     | Mississippi State                  |
| 15   | Sal Frelick       | Brewers de Milwaukee      | Voltigeur   | Boston College                     |
| 16   | Kahlil Watson     | Marlins de Miami          | Arrêt-court | Wake Forest High School (NC)       |
| 17   | Matt McLain       | Reds de Cincinnati        | Arrêt-court | UCLA                               |
| 18   | Michael McGreevy  | Cardinals de Saint-Louis  | Lanceur     | UC Santa Barbara                   |
| 19   | Gunnar Hoglund    | Blue Jays de Toronto      | Lanceur     | Ole Miss                           |
| 20   | Trey Sweeney      | Yankees de New York       | Arrêt-court | Eastern Illinois                   |
| 21   | Jordan Wicks      | Cubs de Chicago           | Lanceur     | Kansas State                       |
| 22   | Colson Montgomery | White Sox de Chicago      | Arrêt-court | Southridge High School (IN)        |
| 23   | Gavin Williams    | Indians de Cleveland      | Lanceur     | East Carolina                      |
| 24   | Ryan Cusick       | Braves d'Atlanta          | Lanceur     | Wake Forest                        |
| 25   | Max Muncy         | Athletics d'Oakland       | Arrêt-court | Thousand Oaks High School (CA)     |
| 26   | Chase Petty       | Twins du Minnesota        | Lanceur     | Mainland Regional High School (NJ) |
| 27   | Jackson Merrill   | Padres de San Diego       | Arrêt-court | Severna Park High School (MD)      |
| 28   | Carson Williams   | Rays de Tampa Bay         | Arrêt-court | Torrey Pines High School (CA)      |
| 29   | Maddux Bruns      | Dodgers de Los Angeles    | Lanceur     | UMS-Wright Preparatory School (AL) |

### Choix compensatoires
| Rang | Joueur    | Équipe             | Position  | Provenance                             |
| ---- | --------- | ------------------ | --------- | -------------------------------------- |
| 30   | Jay Allen | Reds de Cincinnati | Voltigeur | John Carroll Catholic High School (FL) |

### Équilibre compétitif tour A
| Rang | Joueur        | Équipe               | Position                | Provenance                          |
| ---- | ------------- | -------------------- | ----------------------- | ----------------------------------- |
| 31   | Joe Mack      | Marlins de Miami     | Receveur                | Williamsville East High School (NY) |
| 32   | Ty Madden     | Tigers de Détroit    | Lanceur                 | Texas Longhorns baseball            |
| 33   | Tyler Black   | Brewers de Milwaukee | Joueur de deuxième base | Wright State                        |
| 34   | Cooper Kinney | Rays de Tampa Bay    | Joueur de deuxième base | Baylor School (TN)                  |
| 35   | Matheu Nelson | Reds de Cincinnati   | Receveur                | Florida State                       |
| 36   | Noah Miller   | Twins du Minnesota   | Arrêt-court             | Ozaukee High School (WI)            |

### Deuxième tour
| Rang | Joueur                | Équipe                    | Position                | Provenance                             |
| ---- | --------------------- | ------------------------- | ----------------------- | -------------------------------------- |
| 37   | Anthony Solometo      | Pirates de Pittsburgh     | Lanceur                 | Bishop Eustace Preparatory School (NJ) |
| 38   | Aaron Zavala          | Rangers du Texas          | Voltigeur               | Oregon                                 |
| 39   | Izaac Pacheco         | Tigers de Détroit         | Joueur de troisième but | Friendswood High School (TX)           |
| 40   | Jud Fabian*           | Red Sox de Boston         | Voltigeur               | Florida                                |
| 41   | Connor Norby          | Orioles de Baltimore      | Joueur de deuxième base | East Carolina                          |
| 42   | Ryan Bliss            | Diamondbacks de l'Arizona | Arrêt-court             | Auburn                                 |
| 43   | Ben Kudrna            | Royals de Kansas City     | Lanceur                 | Blue Valley Southwest High School (KS) |
| 44   | Jaden Hill            | Rockies du Colorado       | Lanceur                 | LSU                                    |
| 45   | Ky Bush               | Angels de Los Angeles     | Lanceur                 | Saint Mary's                           |
| 46   | Calvin Ziegler        | Mets de New York          | Lanceur                 | TNXL Academy (FL)                      |
| 47   | Daylen Lile           | Nationals de Washington   | Voltigeur               | Trinity High School (KY)               |
| 48   | Edwin Arroyo          | Mariners de Seattle       | Arrêt-court             | Arecibo Baseball Academy (PR)          |
| 49   | Ethan Wilson          | Phillies de Philadelphie  | Voltigeur               | South Alabama                          |
| 50   | Matt Mikulski         | Giants de San Francisco   | Lanceur                 | Fordham                                |
| 51   | Russell Smith         | Brewers de Milwaukee      | Lanceur                 | TCU                                    |
| 52   | Cody Morissette       | Marlins de Miami          | Arrêt-court             | Boston College                         |
| 53   | Andrew Abbott         | Reds de Cincinnati        | Lanceur                 | Virginia                               |
| 54   | Joshua Baez           | Cardinals de Saint-Louis  | Voltigeur               | Dexter Southfield School (MA)          |
| 55   | Brendan Beck          | Yankees de New York       | Lanceur                 | Stanford                               |
| 56   | James Triantos        | Cubs de Chicago           | Joueur de troisième but | James Madison High School (VA)         |
| 57   | Wes Kath              | White Sox de Chicago      | Joueur de troisième but | Desert Mountain High School (AZ)       |
| 58   | Doug Nikhazy          | Indians de Cleveland      | Lanceur                 | Ole Miss                               |
| 59   | Spencer Schwellenbach | Braves d'Atlanta          | Lanceur                 | Nebraska                               |
| 60   | Zack Gelof            | Athletics d'Oakland       | Joueur de troisième but | Virginia                               |
| 61   | Steven Hajjar         | Twins du Minnesota        | Lanceur                 | Michigan                               |
| 62   | James Wood            | Padres de San Diego       | Voltigeur               | IMG Academy (FL)                       |
| 63   | Kyle Manzardo         | Rays de Tampa Bay         | Joueur de premier but   | Washington State                       |

### Équilibre compétitif tour B
| Rang | Joueur              | Équipe                    | Position                | Provenance                      |
| ---- | ------------------- | ------------------------- | ----------------------- | ------------------------------- |
| 64   | Lonnie White        | Pirates de Pittsburgh     | Voltigeur               | Malvern Preparatory School (PA) |
| 65   | Reed Trimble        | Orioles de Baltimore      | Voltigeur               | Southern Miss                   |
| 66   | Peyton Wilson       | Royals de Kansas City     | Joueur de deuxième base | Alabama                         |
| 67   | Adrian Del Castillo | Diamondbacks de l'Arizona | Receveur                | Miami                           |
| 68   | Joe Rock            | Rockies du Colorado       | Lanceur                 | Ohio                            |
| 69   | Tommy Mace          | Indians de Cleveland      | Lanceur                 | Floride                         |
| 70   | Ryan Holgate        | Cardinals de Saint-Louis  | Voltigeur               | Arizona                         |
| 71   | Robert Gasser       | Padres de San Diego       | Lanceur                 | Houston                         |

### Autres sélections notables
| Tour | Rang | Joueur             | Équipe                    | Position                | Provenance                    |
| ---- | ---- | ------------------ | ------------------------- | ----------------------- | ----------------------------- |
| 3    | 72   | Bubba Chandler     | Pirates de Pittsburgh     | Lanceur                 | North Oconee High School (GA) |
| 3    | 86   | Alex Binelas       | Brewers de Milwaukee      | Joueur de troisième but | Louisville                    |
| 3    | 77   | Jacob Steinmetz    | Diamondbacks de l'Arizona | Lanceur                 | ELEV8 Baseball Academy (FL)   |
| 3    | 91   | Ricky Tiedemann    | Blue Jays de Toronto      | Lanceur                 | Golden West College           |
| 3    | 99   | Kevin Kopps        | Padres de San Diego       | Lanceur                 | Arkansas                      |
| 4    | 118  | Tanner Allen       | Marlins de Miami          | Voltigeur               | Mississippi State             |
| 4    | 123  | Christian Franklin | Cubs de Chicago           | Voltigeur               | Arkansas                      |
| 4    | 126  | Cal Conley         | Braves d'Atlanta          | Arrêt-court             | Texas Tech                    |
| 5    | 141  | Brett Kerry        | Angels de Los Angeles     | Lanceur                 | Caroline du Sud               |
| 5    | 151  | Gordon Graceffo    | Cardinals de Saint-Louis  | Lanceur                 | Villanova                     |
| 5    | 154  | Griff McGarry      | Phillies de Philadelphie  | Lanceur                 | Virginie                      |
| 6    | 164  | Chase Lee          | Rangers du Texas          | Lanceur                 | Alabama                       |
| 6    | 183  | Richard Fitts      | Yankees de New York       | Lanceur                 | Auburn                        |
| 8    | 230  | Robby Martin       | Rockies du Colorado       | Voltigeur               | Florida State                 |
| 11   | 316  | Niko Kavadas       | Red Sox de Boston         | Joueur de premier but   | Notre Dame                    |
| 11   | 321  | Chase Silseth      | Angels de Los Angeles     | Lanceur                 | Arizona                       |
| 20   | 597  | Samuel Mendez      | Brewers de Milwaukee      | Lanceur                 | Cisco College                 |